# 奈良市立六条小学校
奈良市立六条小学校（ならしりつ ろくじょうしょうがっこう）は、奈良県奈良市六条二丁目にある公立小学校。

## 沿革
- 1970年（昭和45年）4月1日 - 開校。

## 通学区域
- 青垣台三丁目の一部（151番地の4から7までを除く。）、赤膚町、五条二丁目、五条三丁目、五条西一丁目、五条西二丁目、七条一丁目、七条二丁目、七条西町一丁目、七条西町二丁目、六条町の一部（近鉄橿原線以西）、六条一丁目、六条二丁目、六条三丁目、六条西一丁目、六条西二丁目、六条西三丁目、六条西四丁目、六条西五丁目、六条西六丁目、六条緑町一丁目、六条緑町二丁目、六条緑町三丁目[1]

※卒業後は基本的に奈良市立京西中学校に進学する。

## 通学区域が隣接している学校
- 奈良市立富雄南小学校
- 奈良市立伏見南小学校
- 奈良市立都跡小学校
- 大和郡山市立郡山北小学校
- 大和郡山市立郡山西小学校